# Mellow Yellow (musikalbum)
Mellow Yellow, ett musikalbum av Donovan släppt i januari 1967 på Epic Records. Albumet kom på grund av kontraktstrassel aldrig ut i Storbritannien. Titelspåret, albumets största dragplåster, släpptes som singel och blev en hit i slutet av 1966. Musikaliskt sett är albumet väldigt brett och rör det mesta från folk till jazz.

## Låtar på albumet
(Alla låtar skrivna av Donovan Leitch)
1. "Mellow Yellow" - 3:47
2. "Writer in the Sun" - 4:33
3. "Sand and Foam" - 3:19
4. "The Observation" - 2:23
5. "Bleak City Woman" - 2:24
6. "House of Jansch" - 2:43
7. "Young Girl Blues" - 3:45
8. "Museum" - 2:54
9. "Hampstead Incident" - 4:41
10. "Sunny South Kensington" - 3:48